# Амамбайка
Амамбайка — река в России, протекает по Челябинской области. Устье реки находится в 37 км по правому берегу реки Большая Караганка. Длина реки составляет 36 км. В 19 км от устья по левому берегу впадает река Сухая Амамбайка.

## Данные водного реестра
По данным государственного водного реестра России относится к Уральскому бассейновому округу, водохозяйственный участок реки — Урал от Магнитогорского гидроузла до Ириклинского гидроузла. Речной бассейн реки — Урал (российская часть бассейна).
Код объекта в государственном водном реестре — 12010000312112200002226.